# Halamish
Halamish (en hebreu: חלמיש) és un poble i comunitat religiosa israeliana situada en la regió occidental de les muntanyes de Benjamí en el consell regional de Matte Binyamin en l'Àrea de Judea i Samaria. El poble és travessat per la carretera 465 que el connecta amb la ciutat de Modiin. En 2015 comptava amb una població de 1.278 habitants.

## Història

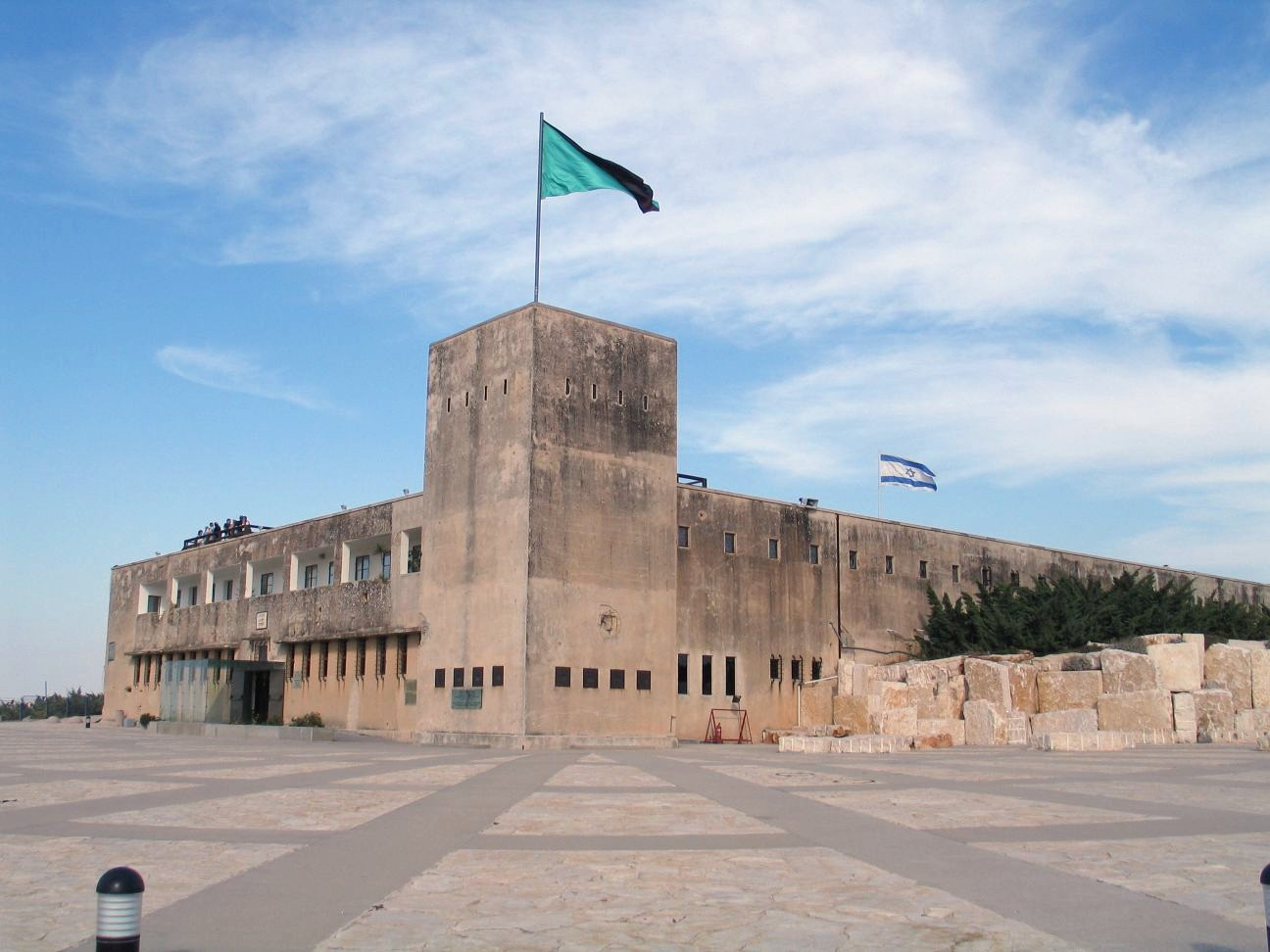
Fort de Tegart

L'assentament va ser establert l'1 de novembre de 1977 per un grup religiós (Neveh Tzuf) i un grup secular (Neveh Tzelah), unes 40 famílies van establir la seva llar en el que havia estat un fort de l'Exèrcit britànic.

## Demografia
La població de Halamish està formada per unes 250 famílies, amb una població de 1.278 habitants, un 75% han nascut a Israel.

## Atac terrorista islàmic
El 21 de juliol de 2017, tres ciutadans israelians van ser massacrats, i un va resultar amb ferides greus, quan el terrorista islàmic Omar al-Abed de l'assentament de Kaubar, els va atacar amb un ganivet, en el moment en què es preparaven per sopar.